# Chrysomya
Chrysomya é um gênero de moscas varejeiras do Velho Mundo pertencente à família Calliphoridae . O gênero Chrysomya contém várias espécies, incluindo Chrysomya rufifacies e Chrysomya megacephala .  A importância primária de Chrysomya para o campo da entomologia forense médico-legal é devido ao ciclo de vida de duração previsível do gênero, permitindo aos pesquisadores estimarem com precisão um intervalo pós-morte . Chrysomya adultos são tipicamente metálicos coloridos com cerdas grossas no meron e arista plumosa.

## Descrição

### Adultos

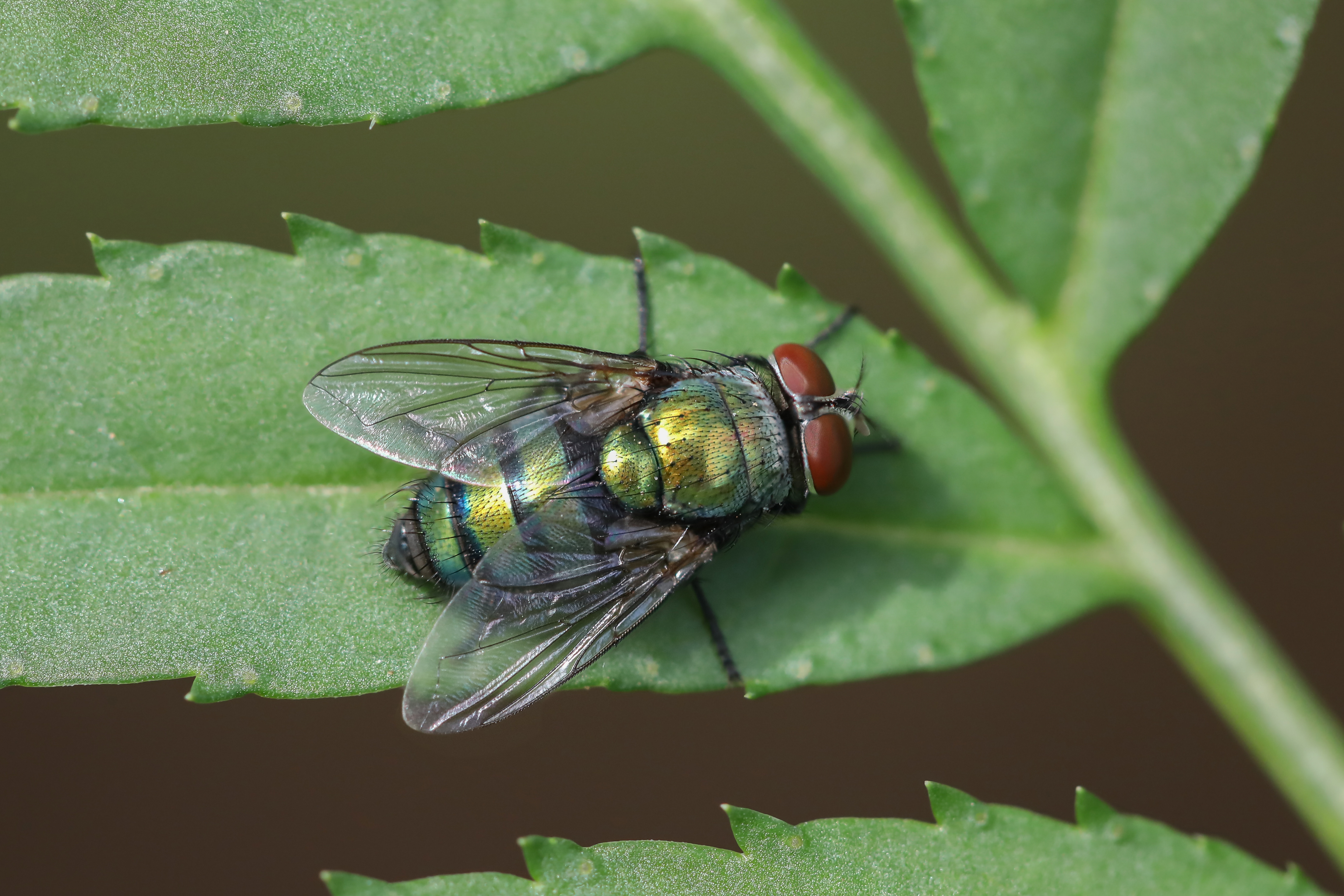
Chrysomya geralmente tem corpos metálicos azuis / verdes

As características de identificação do gênero Chrysomya incluem:
- comprimento de 10–12 mm
- Coloração metálica azul/verde
- Fileira de setas no mero
- Arista plumosa

Tenha em mente, no entanto, que nem todas as espécies se encaixarão perfeitamente nessas características. Os adultos possuem dieta variável, incluindo matéria em decomposição, excrementos e flores. Em sua vida útil de seis semanas, (a duração específica pode diferir como resultado da temperatura, do tempo, etc.), as fêmeas depositam massas de ovos tipicamente constituídas de 50-200 ovos. Diferentes espécies dentro deste gênero exibem variados procedimentos de postura de ovos. A espécie Chrysomya bezziana , por exemplo, deposita seus ovos exclusivamente em mamíferos vivos. Em contraste, a maioria das espécies de Chrysomya prefere realizar a oviposição em organismos mortos. E, como acontece com muitos gêneros de moscas, a miíase primária e secundária é possível, mas improvável.

### Larvas

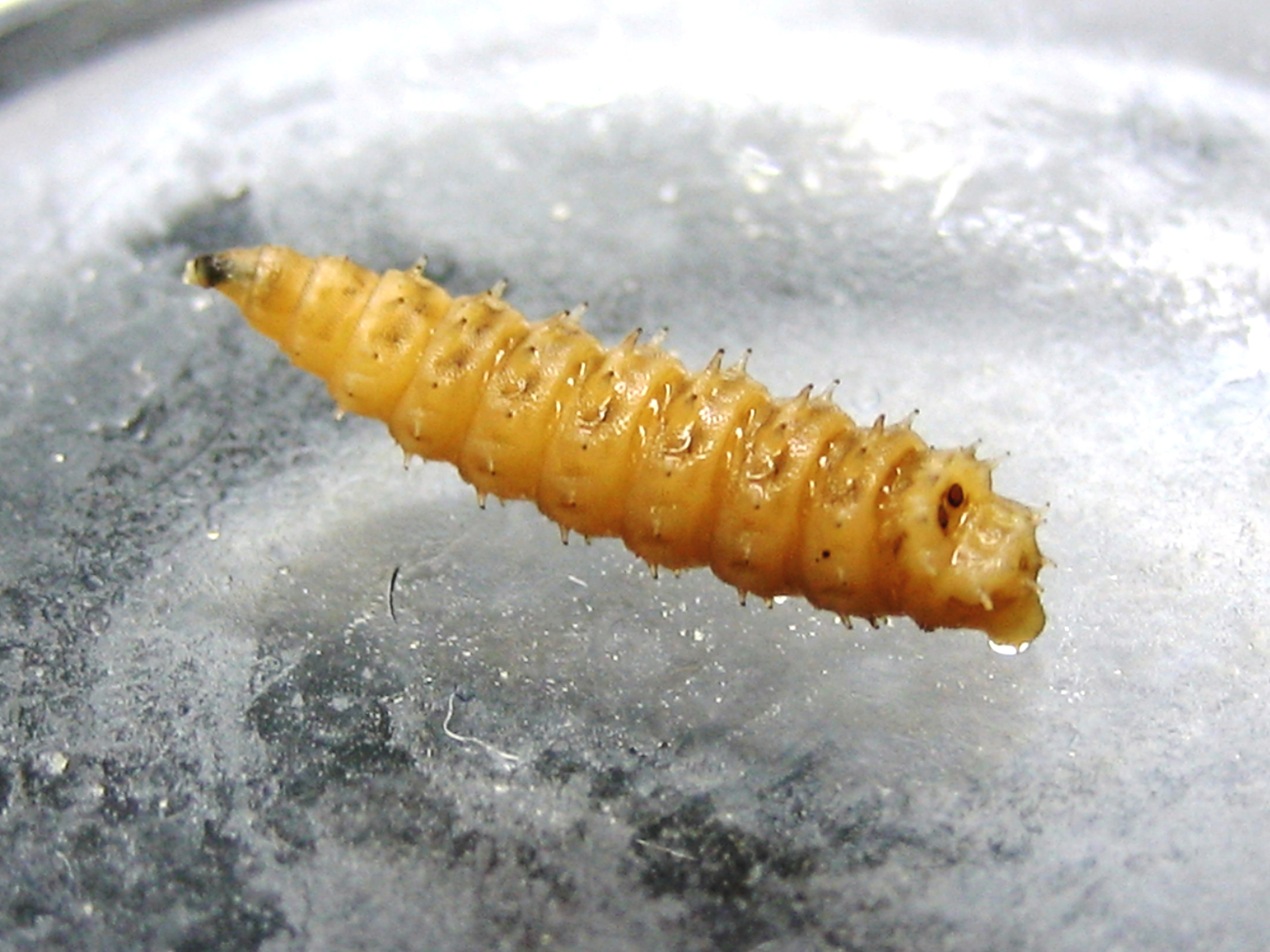
Uma larva de rufifacias Chrysomya

O gênero Chrysomya contém 12 espécies, várias das quais causam miíases primárias e secundárias de animais domésticos. As larvas de algumas espécies, como C. albiceps e C. rufifacies, têm processos espinhosos muito distintos que cobrem todo o seu corpo, dando-lhe o nome comum de “mosca varejeira cabeluda” . A aparência cabeluda de dessas espécies facilita a distinção entre o 2º e o 3º instar de outras espécies, como  C. megacephala. Embora os primeiros instares sejam bastante semelhantes, C. megacephala é caracterizada por espiráculos posteriores relativamente maiores nos 2º e 3º ínstares.

## Ciclo de vida
Chrysomya, como outros gêneros de moscas, são holometábolos e se desenvolvem em quatro estágios: ovo, larva, pupa e adulto. Este curto ciclo de vida é extremamente importante na determinação de um intervalo post-mortem quando estudado com precisão na entomologia médico-legal . Dependendo da temperatura, todo o ciclo de vida envolvendo o desenvolvimento do ovo ao adulto leva de 190 a 598 horas. O estágio de pupa varia de 134 horas a 162 horas, e finalmente o adulto emerge por volta da 237ª hora até a 289ª hora. Ovos são aproximadamente 1   mm de comprimento e são colocados em uma massa tipicamente composta por 50 a 200 ovos. Se as fêmeas participam da oviposição do grupo, os resultados são massas muito maiores contendo milhares de ovos que podem cobrir completamente uma carcaça em decomposição. Estes ovos são tipicamente de cor amarelada ou branca e, quando colocados, parecem bolas de arroz. Os ovos eclodem em poucas horas. Isso, obviamente, depende da temperatura do ar e da capacidade das larvas se alimentarem de carniça, até consumir calorias suficientes para progredir através dos ístares larvais e pupar. Uma vez que isso seja alcançado, larvas em terceiro instar abandonam o cadáver, geralmente se enterram em solo raso e empupam. Durante este tempo, a pele larval que era inicialmente branca leitosa encolhe e endurece para formar um pupário castanho escuro. Esta fase pode durar vários dias, dependendo da espécie e de condições ambientais, como temperatura. Geralmente quanto mais quente, mais rápido o ciclo de vida é concluído. Uma vez na forma adulta, C. rufifacies ovipõe aproximadamente cinco dias após o acasalamento e vive em média seis semanas.

## Miíase
Miíase é a infestação de tecidos vivos de vertebrados por larvas de Diptera, onde estas se alimentam dos tecidos de seus hospedeiros. Várias espécies de Chrysomya são conhecidas por causar miíases em animais e / ou humanos. Uma espécie, C. albiceps, é descrita como predadora dos parasitos primários e alimenta-se apenas de tecido doente de um hospedeiro. Uma segunda espécie, C. rufifacies, é um predador de parasitas primários e já foi usada como tratamento para osteomielite . Outra espécie, C. bezziana, é uma das causas mais importantes de miíase no Velho Mundo. O gado é o principal hospedeiro dessas larvas, assim como humanos e outros animais domésticos.

## Predação
A maioria das espécies de Chrysomya são conhecidas por serem predadores vorazes de outras espécies de moscas varejeiras durante o estágio de larva. Duas das principais espécies predadoras da família Calliphoridae incluem: C. rufifacies e C. albiceps . Acredita-se que C. albiceps seja um vetor mecânico de várias doenças devido à sua associação com a sujeira. a predação de outras espécies de moscas por C. rufifacies pode ter um efeito profundo nas estimativas de IPM e na sobrevivência real das espécies de moscas hospedeiras. Estudos mostraram que a predação por C. rufifacies em Cochliomyia macellaria causou uma diminuição dramática na sobrevivência, de 36,3% para 10%.

## Espécies selecionadas
Localização geográfica Chrysomya rufifacies são encontradas em todo o sul dos EUA, incluindo o sul da Califórnia, Arizona, Texas, Louisiana e Flórida. Sabe-se que ocupa áreas da América Central, Japão e Índia. Chrysomya rufifacies não foi descoberto nos Estados Unidos até 1980 e acredita-se ser um imigrante recente. O fato de que esta espécie de mosca só foi encontrada recentemente na América, mas foi encontrada na maioria dos países tropicais do “ Velho Mundo ” há algum tempo, leva ao seu sobrenome, o “golpe de mundo do Velho Mundo”. Novas pesquisas mostraram evidências de C. rufifacies em Ontário durante o outono. À medida que as temperaturas aumentam devido ao aquecimento global, prevê-se que colônias de C. rufifacies se espalhem pelo sul de Ontário e Quebec.

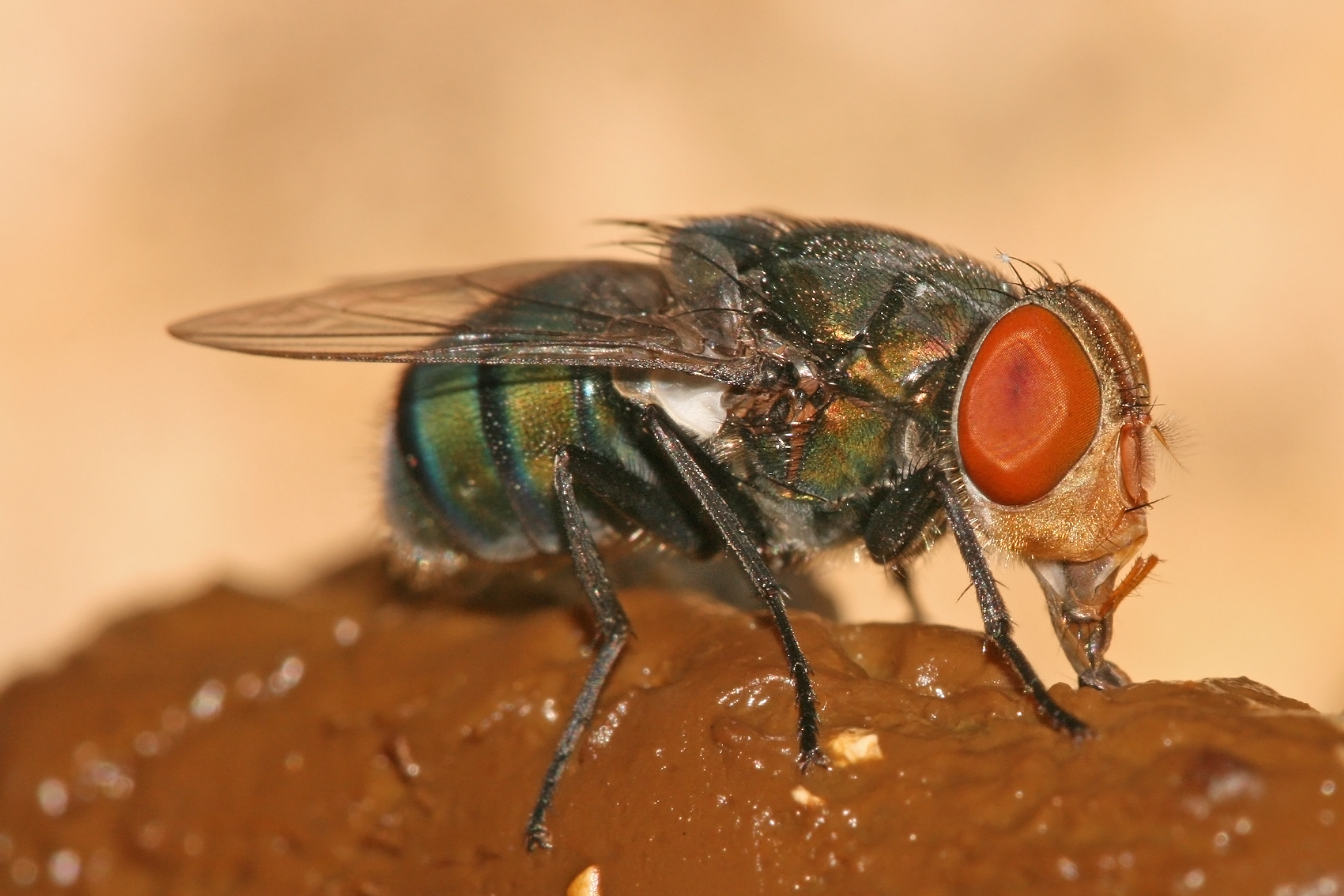
Uma fêmea Chrysomya megacephala alimentando-se de fezes

Localização geográfica C. megacephala exibe uma ampla distribuição em todas as regiões da Ásia, África do Sul e América do Sul. Esta espécie tornou-se recentemente bem estabelecida no sul dos Estados Unidos também. C. megacephala é uma espécie que prefere temperaturas mais altas e sofre a maior parte da atividade durante os períodos de pico de calor da tarde.

### Características
As larvas de  Chrysomya rufifacies são o estágio mais facilmente identificado da espécie. As larvas podem chegar a aproximadamente 14mm de comprimento com uma cor amarela / laranja e ter tubérculos carnosos cônicos ao longo do comprimento de seus corpos, o que dá a essas larvas uma aparência levemente peluda, embora não possua pêlos verdadeiros. As larvas de C. rufifacies são predadoras, o que significa que são tipicamente colonos secundários a um cadáver fresco e devorarão as larvas das espécies primárias dos colonos. Se os recursos são especialmente escassos, as larvas de C. rufifacies podem se tornar canibais e atacar outras larvas de C. rufifacies . Terceiro instar C. As larvas de rufifacies são capazes de expulsar potencialmente outras larvas de um local de alimentação com o uso de seus grandes tubérculos carnudos. As pupas de C. rufifacies tipicamente se assemelham a excrementos de roedores ou carcaças de ovos de baratas. As C. rufifacies adultas têm tipicamente entre 10 e 12 mm de comprimento com um corpo metálico colorido. A cor do corpo da mosca adulta é geralmente um azul / verde metálico. Enquanto a cor desempenha um papel na distinção entre os membros da família Calliphoridae, o arranjo das cerdas é a maneira mais precisa de distinguir a maioria das espécies. Todas as espécies de Chrysomya possuem cerdas no meron e tergites abdominais pretos. A maneira mais fácil de distinguir C. rufifacies de C. megacephala é examinar o espiráculo torácico anterior, no corpo da mosca adulta. C. rufifacies tem um espiráculo torácico anterior de cor pálida enquanto C. megacephala tem um espiráculo torácico anterior marrom escuro ou laranja escuro. O C. rufifacies adulto possui três tiras torácicas fracas na região pronotal. C. megacephala é tipicamente uma mosca corpórea mais curta, mais robusta com seus sinais indicadores sendo uma cabeça maior e olhos vermelhos proeminentes.

## Importância Forense
Chrysomya rufifacies adultos são geralmente os primeiros a colonizar um cadáver fresco. No sul dos EUA, isso pode acontecer dentro de horas, às vezes minutos, da morte do hospedeiro. Essa "mosca cabeluda" é a larva mais comum encontrada nos cadáveres, e seu tempo de desenvolvimento consistente é extremamente útil ao estabelecer um intervalo pós-morte . No entanto, C. rufifacies pode ter o efeito oposto, uma vez que suas larvas de segundo e terceiro instar são conhecidas como sendo predadoras, alimentando-se de outras larvas que podem ter colonizado o corpo primeiro. Além disso, as C. rufifacies são conhecidas por serem canibais como quando o segundo e terceiro instares se alimentam de jovens primeiros instares. As larvas são capazes de cavar polegadas no solo para alcançar comida e habitar um cadáver enterrado. Está provado que a química orgânica pode ser usada para determinar a idade das larvas pós-alimentação. A composição de hidrocarbonetos das larvas correlacionou-se com a idade. Esta é uma descoberta enorme, uma vez que a composição de hidrocarbonetos cuticulares é um método mais preciso para determinar a idade das larvas após a alimentação, em comparação com os métodos anteriores de medir o comprimento das culturas larvares, por exemplo.

## Pesquisa futura
A pesquisa futura sobre este gênero é particularmente importante devido à sua importância forense. De acordo com essa importância forense, estudos estão sendo feitos para entender melhor os ciclos de vida dessas moscas. O objetivo é ser capaz de prever um tempo mais preciso de morte / colonização. Um grande esforço foi dedicado à natureza predadora das larvas e como o gênero alcançou sucesso competitivo em muitas áreas do mundo .

## Conclusão
O gênero Chrysomya é de grande importância na entomologia forense, mas principalmente no campo médico-legal. Essa importância principal é o uso de Chrysomya como meio de desenvolver um intervalo pós-morte preciso nas investigações criminais. Este gênero de “mosca varejeira do velho mundo” é caracterizado principalmente por seu corpo adulto azul / verde metálico, presença de cercas na porção ventro-basal da veia radial das asas, características dos espiráculos.

## Espécies
- Chrysomya albiceps ( Wiedemann, 1819)
- Chrysomya bezziana Villeneuve, 1914
- Chrysomya chloropyga ( Wiedemann, 1818)
- Chrysomya fulvicruris Robineau-Desvoidy, 1830
- Chrysomya inclinata Walker, 1861 (Sinônimos: C. grienieri Rickenbach, 1959, C. roubaudi Séguy, 1926, C. tellinii Bezzi, 1908 )
- Chrysomya marginalis ( Wiedemann, 1830)
- Chrysomya megacephala ( Fabricius, 1794)
- Chrysomya obscura Bigot, 1891
- Chrysomya pinguis (Walker), 1858
- Chrysomya putoria ( Wiedemann, 1830)
- Chrysomya rufifacies Macquart, 1843
- Chrysomya villeneuvi Patton, 1922